# Янагімото Хіросіге
Янагімото Хіросіге (яп. 柳本啓成, нар. 15 жовтня 1972, Хіґаші-Осака) — японський футболіст, що грав на позиції захисника.
Виступав, зокрема, за клуби «Санфрече Хіросіма», «Гамба Осака» та «Сересо Осака», а також національну збірну Японії.

## Клубна кар'єра
У дорослому футболі дебютував 1991 року виступами за команду клубу «Санфрече Хіросіма», в якій провів сім сезонів, взявши участь у 174 матчах чемпіонату. Більшість часу, проведеного у складі «Санфречче Хіросіма», був основним гравцем захисту команди.
Своєю грою за цю команду привернув увагу представників тренерського штабу клубу «Гамба Осака», до складу якого приєднався 1999 року. Відіграв за команду з Осаки наступні три сезони своєї ігрової кар'єри. Граючи у складі «Гамби» також здебільшого виходив на поле в основному складі команди.
У 2003 році перейшов до клубу «Сересо Осака», за який відіграв 3 сезони.  Тренерським штабом нового клубу також розглядався як гравець «основи». Завершив професійну кар'єру футболіста виступами за команду «Сересо Осака» у 2006 році.

## Виступи за збірну
У 1995 році дебютував в офіційних матчах у складі національної збірної Японії. Протягом кар'єри у національній команді, яка тривала усього 3 роки, провів у формі головної команди країни 30 матчів.
У складі збірної був учасником розіграшу Кубка конфедерацій 1995 року у Саудівській Аравії, кубка Азії з футболу 1996 року в ОАЕ.

## Статистика
Статистика виступів у національній збірній.
| Збірна Японії | Збірна Японії | Збірна Японії |
| Роки          | Ігри          | голи          |
| ------------- | ------------- | ------------- |
| 1995          | 12            | 0             |
| 1996          | 13            | 0             |
| 1997          | 5             | 0             |
| Усього        | 30            | 0             |